# Subboreaal
| Serie       | Etage       | Chronozone    | Tijd (jaar BP) |
| ----------- | ----------- | ------------- | -------------- |
| Holoceen    | Holoceen    | Subatlanticum | 0              |
| Holoceen    | Holoceen    | Subatlanticum | 2400           |
| Holoceen    | Holoceen    | Subboreaal    |                |
| Holoceen    | Holoceen    | 5660          |                |
| Holoceen    | Holoceen    | Atlanticum    |                |
| Holoceen    | Holoceen    | 9220          |                |
| Holoceen    | Holoceen    | Boreaal       |                |
| Holoceen    | Holoceen    | 10.640        |                |
| Holoceen    | Holoceen    | Preboreaal    |                |
| Holoceen    | Holoceen    | 11.560        |                |
| Pleistoceen | Weichselien | Jonge Dryas   |                |
| Pleistoceen | Weichselien | Jonge Dryas   | 12.700         |

Het Subboreaal is een tijdperk in de tijdschaal van Blytt-Sernander voor Noordwest-Europa. Het Subboreaal duurde ongeveer van 5660 tot 2400 jaar geleden.
Het klimaat was tijdens het Subboreaal koeler en droger dan in het voorafgaande Atlanticum en opvolgende Subatlanticum. Beide laatstgenoemde tijdperken werden gekenmerkt door gematigd klimaat. Ook in het Subboreaal was het nog altijd warmer dan tegenwoordig. Het drogere klimaat van het Subboreaal was bevorderlijk voor aangroei van heide. Hoewel de overgang tussen Atlanticum en Subboreaal (5660 jaar geleden) in Scandinavië duidelijk herkend wordt, is deze in West-Europa minder duidelijk. Daarom wordt meestal de plotselinge achteruitgang van de iep genomen als grens. Waarom de iepen verdwenen is niet duidelijk. Mogelijke oorzaken zijn het koudere klimaat, een ziekte of de invloed van de mens. In het neolithicum werd de iep gebruikt als veevoer.
Het Subboreaal komt overeen met Pollenzones IVa en IVb van Zagwijn en VIII van Litt